# Адин Сурхо
Адин Сурхо, Сурхо, сын Ады, Сурхо Адиев (чечен. Адин Сурхо) — чеченский народный герой, военачальник. Чеченец из общества (тукхума) Чеберлой, представитель тайпа кезеной. Проживал в с. Кезеной (ныне развалины бывшего аула в Веденском районе Чечни). В Чебарлое сохранились руины замка Адин Сурхо, стоявшего некогда над дорогой на Макажой. Замок часто путают с Алдам-Гези, по той причине, что в своих трудах 40 лет назад историк Виноградов называл его замком «Алдам-гези».

## Военная деятельность
Согласно полевым материалам, западно-чеченские общества обратились в центр к Мехк-Кхеташо с просьбой об оказании помощи по изгнанию феодалов. Для осуществления этой цели Народным Собранием был уполномочен выходец из исторической области Чебарла, села Казеной — Адин Сурхо. Борьба Сурхо Адиева отразилась в чеченском фольклоре как противостояние с кабардинским «князем Мусостом» за интересы простого, бедного населения края.
Можно предположить, что, очередная волна восточных переселенцев, в частности, из с. Иласхан-Юрт, в Притеречье была связана именно с этими событиями, либо переселение состоялась несколько позже. Соответственно, время военной активности Сурхо Адиева, по-видимому, относится к 50-м годам XVIII века.
По данным советского учёного Марковина, в порог мечети в селе Кезеной была вделана надмогильная плита Адина Сурхо, надпись на которой сохранилась частично. Волкова с использованием эстампажа прочла часть эпитафии:  
«...О, помоги  
...воистину и  
...могила — камера  
...раба (божьего)».

## В культуре
Существует спектакль «Адин Сурхо».